# Maria Leocádia Felizardo Prestes
Maria Leocádia Felizardo Prestes (Porto Alegre, 11 de maio de 1874 – Cidade do México, 14 de junho de 1943), mais conhecida como Leocádia Prestes foi uma professora brasileira, mãe do militante comunista Luís Carlos Prestes. Leocádia foi filha de Joaquim José Felizardo, proeminente figura da política gaúcha.

## Biografia
Leocádia Prestes nasceu em Porto Alegre, em 1874, de família abastada. Casou-se jovem com o capitão Antônio Prestes. Entretanto, com a morte do marido e os filhos pequenos a criarem, ficou com grandes dificuldades financeiras. Pela oportunidade de ensino e sustentação do filho, Luiz Carlos, matricula-o no Colégio Militar de Porto Alegre. Anos depois, em correspondências, a mãe decide apoiar o filho nas suas mobilização políticas que dariam origem à Coluna Prestes. Depois, com a contratação dele como engenheiro pela então União das Repúblicas Socialistas Soviéticas, muda-se com as filhas para a Rússia.
Após a prisão de seu filho e de sua nora, a militante Olga Benário, envolveu-se no que ficou conhecido como a "Campanha Prestes", pela absolvição dos presos nos Levantes de 1935. Essa campanha teve como um dos seus principais motes a tentativa de soltar Olga, que havia sido deportada para a Alemanha Nazista grávida de Prestes. Posteriormente, a campanha centrou-se também pela soltura de Anita Leocádia Prestes nascida na prisão feminina do Campo de Concentração de Barnimstrasse.
Após o resgate de Anita, Leocádia e sua filha Lygia Prestes exilaram-se no México, a convite de Lázaro Cárdenas del Río. Sua morte gerou repercussão internacional, e o poeta Pablo Neruda escreveu poema em sua homenagem intitulado "Dura Elegia"